# Trần Đức Thắng
Trần Đức Thắng (sinh năm 1973) là một chính khách người Việt Nam. Ông hiện là Ủy viên Ban Chấp hành Trung ương Đảng Cộng sản Việt Nam khóa XIII, Quyền Bộ trưởng Bộ Nông nghiệp và Môi trường, nguyên Phó Tổng Thanh tra Thường trực Thanh tra Chính phủ, nguyên Bí thư Tỉnh ủy Hải Dương.

## Xuất thân
Ông sinh năm 1973, Quê quán tỉnh Vĩnh Phúc.

## Sự nghiệp
Trước 10/2018: Phó Cục trưởng rồi Cục trưởng Cục Quản lý công sản, Bộ Tài chính.

### Ủy ban Kiểm tra Trung ương
Từ 10/2018: Ủy viên Ủy ban Kiểm tra Trung ương.
2020: Phó Chủ nhiệm Ủy ban Kiểm tra Trung ương.
30/1/2021: Tại Đại hội đại biểu toàn quốc lần thứ XIII của Đảng, được bầu là Ủy viên Trung ương Đảng khóa XIII, nhiệm kỳ 2021-2026.
31/1/2021: Tại Hội nghị lần thứ nhất Ban Chấp hành Trung ương Đảng khóa XIII, tiếp tục được Ban Chấp hành Trung ương bầu vào Ủy ban Kiểm tra Trung ương Đảng khóa XIII, nhiệm kỳ 2021-2026.

### Tỉnh Hải Dương
Ngày 27 tháng 10 năm 2022, tại trụ sở Tỉnh ủy Hải Dương diễn ra lễ công bố quyết định của Bộ Chính trị điều động, chỉ định ông Trần Đức Thắng, ủy viên Trung ương Đảng, phó chủ nhiệm Ủy ban Kiểm tra Trung ương, giữ chức bí thư Tỉnh ủy Hải Dương nhiệm kỳ 2020-2025.
Ngày 03 tháng 11 năm 2022, ông Trần Đức Thắng làm Trưởng Ban Chỉ đạo phòng, chống tham nhũng, tiêu cực tỉnh Hải Dương.

### Thanh tra Chính phủ
Tại Quyết định số 1179/QĐ-TTg, Thủ tướng Chính phủ Phạm Minh Chính điều động, phân công, bổ nhiệm ông Trần Đức Thắng Ủy viên Ban Chấp hành Trung ương Đảng, Bí thư Tỉnh ủy Hải Dương giữ chức Phó Tổng Thanh tra Thường trực Thanh tra Chính phủ. Thời hạn bổ nhiệm là 5 năm. Quyết định này có hiệu lực kể từ ngày 1/7/2025.

### Bộ Nông nghiệp và Môi trường
Ngày 19 tháng 7 năm 2025, Thủ tướng Chính phủ Phạm Minh Chính dự lễ công bố và trao Quyết định số 1559/QĐ-TTg ngày 17/7/2025 của Thủ tướng Chính phủ điều động đồng chí Trần Đức Thắng, Ủy viên Trung ương Đảng, Phó Tổng Thanh tra Thường trực Thanh tra Chính phủ về công tác tại Bộ Nông nghiệp và Môi trường, giao quyền Bộ trưởng Bộ Nông nghiệp và Môi trường.